# Будинок на вулкані
«Будинок на вулкані» (рос. «Дом на вулкане») — вірменський радянський художній фільм 1928 року вірменського кінорежисера Амо Бек-Назаряна.

## Сюжет
Баку перших років радянської індустріалізації. Старий буровий майстер Петрос розповідає своєму прийомному синові, молодому робітникові Аббассу, про життя робітників-нафтовиків у роки столипінської реакції.

## Актори
- Грачья Нарсесян — Петрос
- Тигран Айвазян — Ghukassov
- Тетяна Махмурян — Маро
- В. Манухіна — Сона
- Мікаел Каракаш — губернатор
- Дмитро Кіпіані — Георгій
- Павло Єсиковський — російський працівник
- Алексер Алікперов — Хасан